# Быстров, Геннадий Петрович
Генна́дий Петро́вич Быстро́в (1934—2010) — советский геолог, первооткрыватель месторождения (1970), лауреат Государственной премии СССР (1984).

## Биография
Окончил Саратовский государственный университет (1956), инженер-механик.
В 1956—1963 гг. — в Березовской КРБ, КГРЭ: техник, инженер, старший инженер, начальник партии, начальник отдела; в 1963—1976 гг. — в Тазовской, Уренгойской НРЭ: гл. геолог; в 1976—1993 гг. — в Главтюменьгеологии: старший геолог партии, начальник партии, заместитель начальника, начальник отдела; в 1993—1994 гг. — в ЗапСибкомгеологии: заместитель председателя; в 1994—2000 гг. — в ЗапСибРГЦ: гл. геолог, начальник отдела; с 2000 г. — в ЗАО «Тюменская КГРЭ»: главный геолог.
Возглавлял геологический отдел по нефти и газу Главка. Принимал участие в открытии и разведке Березовской группы месторождений газа, Тазовского, Заполярного, Русского, Южно-Русского, Ямбургского, Уренгойского, Северо-Уренгойского месторождений. Участвовал в поисково-разведочном бурении, корректировке размещения и исследования скважин.

## Награды
Награждён орденами «Знак Почета» (1966), Трудового Красного Знамени (1975), медалью. Лауреат Государственной премии СССР (1984). Заслуженный геолог РСФСР (1983).